# Hi-C
Hi-C(하이-씨)는 코카-콜라 컴퍼니의 미닛메이드에서 만들어 판매하는 과일 주스이다.